# Episodi di New Amsterdam (serie televisiva 2018) (quinta stagione)
La quinta ed ultima stagione della serie televisiva New Amsterdam, composta da 13 episodi, è andata in onda in prima visione negli Stati Uniti sulla rete NBC dal 20 settembre 2022 al 17 gennaio 2023.
In Italia è andata in onda su Canale 5 dal 7 giugno al 5 luglio 2023.
| n° | Titolo originale           | Titolo italiano            | Prima TV USA      | Prima TV Italia |
| -- | -------------------------- | -------------------------- | ----------------- | --------------- |
| 1  | TBD                        | Tutto è indefinito         | 20 settembre 2022 | 7 giugno 2023   |
| 2  | Hook, Line and Sinker      | Inganno perfetto           | 27 settembre 2022 | 7 giugno 2023   |
| 3  | Big Day                    | Un grande giorno           | 4 ottobre 2022    | 7 giugno 2023   |
| 4  | Heal Thyself               | Guarisci te stesso         | 11 ottobre 2022   | 14 giugno 2023  |
| 5  | Grabby Hands               | Manine smaniose            | 18 ottobre 2022   | 14 giugno 2023  |
| 6  | Give Me a Sign             | Mandami un segnale         | 25 ottobre 2022   | 14 giugno 2023  |
| 7  | Maybe Tomorrow             | Forse domani               | 1º novembre 2022  | 14 giugno 2023  |
| 8  | All the World's a Stage... | Il mondo è un palcoscenico | 15 novembre 2022  | 21 giugno 2023  |
| 9  | The Empty Spaces           | Lo spazio vuoto            | 22 novembre 2022  | 21 giugno 2023  |
| 10 | Don't Do This for Me       | Non farlo per me           | 22 novembre 2022  | 28 giugno 2023  |
| 11 | Falling                    | Caduta libera              | 3 gennaio 2023    | 28 giugno 2023  |
| 12 | Right Place                | Il posto giusto            | 17 gennaio 2023   | 28 giugno 2023  |
| 13 | How Can I Help?            | Come posso aiutare?        | 17 gennaio 2023   | 5 luglio 2023   |

## Tutto è indefinito
- Titolo originale: TBD
- Diretto da: Ryan Eggold
- Scritto da: David Schulner

### Trama
Lauren, Iggy e Reynolds si radunano attorno a Max mentre affronta le conseguenze della decisione di Helen. Lauren dà più spazio a Leyla, ma ha una sorpresa. Reynolds e Wilder aiutano un giovane paziente terminale a realizzare il suo sogno di recitare in uno spettacolo di Bollywood. Iggy ha una svolta con un paziente difficile.
- Ascolti USA: telespettatori 3 220 000 – rating/share 18-49 anni 0,3[5].
- Ascolti Italia: telespettatori 1 223 000 – share 7,90%[6].

## Inganno perfetto
- Titolo originale: Hook, Line and Sinker
- Diretto da: Olenka Denysenko
- Scritto da: Aaron Ginsburg

### Trama
Max testa un nuovo audace programma di risparmio sui costi che potrebbe aiutare sia il New Amsterdam che i suoi pazienti più bisognosi. Wilder lotta con la decisione di un paziente di rifiutare un intervento chirurgico salvavita. Reynolds arriva a un'importante consapevolezza dei comportamenti di suo padre. Iggy fa il salto negli appuntamenti online.
- Ascolti USA: telespettatori 2 785 000 – rating/share 18-49 anni 0,3[7].
- Ascolti Italia: telespettatori 1 223 000 – share 7,90%[6].

## Un grande giorno
- Titolo originale: Big Day
- Diretto da: Nestor Carbonell
- Scritto da: Laura Valdivia

### Trama
Un'esplosione durante una cerimonia di matrimonio manda un flusso di partecipanti feriti a New Amsterdam. Mentre Max e la Dottoressa Wilder cercano di trovare un gruppo sanguigno raro per salvare lo sposo, Reynolds e Bloom curano una coppia con ferite bizzarre. Mentre aiuta una ragazza a uscire da uno stato catatonico, Iggy scopre la verità sul matrimonio.
- Ascolti USA: telespettatori 2 810 000 – rating/share 18-49 anni 0,3[8].
- Ascolti Italia: telespettatori 1 223 000 – share 7,90%[6].

## Guarisci te stesso
- Titolo originale: Heal Thyself
- Diretto da: Darnell Martin
- Scritto da: David Foster

### Trama
Max impone una giornata di salute personale per il personale di New Amsterdam e incontra una sorprendente resistenza. Il Dottor Reynolds si ritrova incuriosito da un nuovo membro dello staff persuasivo. La Dottoressa Bloom lotta con lo stress del lavoro dopo essere stata privata di un farmaco essenziale. Il Dottor Iggy va al suo primo appuntamento dopo la rottura con Martin, con un uomo conosciuto tramite una dating app. Max convince Wilder a sottoporsi a un intervento chirurgico tanto necessario.
- Ascolti USA: telespettatori 2 609 000 – rating/share 18-49 anni 0,2[9].
- Ascolti Italia: telespettatori 1 326 000 – share 8,50%[10].

## Manine smaniose
- Titolo originale: Grabby Hands
- Diretto da: Lisa Robinson
- Scritto da: Graham Norris

### Trama
Max cerca di salvare un'infermiera che è diventata oggetto di una pericolosa indagine per negligenza. Il Dottor Reynolds fa il possibile per aiutare un gruppo di pazienti che vengono avvelenati nel loro stesso edificio. La Dottoressa Lauren fa un'ammissione sorprendente a sua sorella.
- Ascolti USA: telespettatori 2 604 000 – rating/share 18-49 anni 0,2[11].
- Ascolti Italia: telespettatori 1 326 000 – share 8,50%[10].

## Mandami un segnale
- Titolo originale: Give Me a Sign
- Diretto da: Jean E. Lee
- Scritto da: Gisselle Legere

### Trama
Max va in missione per rendere New York più sicura. Intanto, il Dottor Iggy aiuta una famiglia a fare i conti con l'incapacità di comunicare del figlio sordo.
- Ascolti USA: telespettatori 2 858 000 – rating/share 18-49 anni 0,2[12].
- Ascolti Italia: telespettatori 1 326 000 – share 8,50%[10].

## Forse domani
- Titolo originale: Maybe Tomorrow
- Diretto da: Shiri Appleby
- Scritto da: Shanthi Sekaran

### Trama
Lo staff del New Amsterdam è alle prese con le conseguenze della recente decisione della Corte Suprema sul diritto all'aborto. Wilder consiglia una donna la cui gravidanza mette in pericolo la sua vita. Su sollecitazione di Brantley, Max si sforza di trovare una soluzione sanitaria per i pazienti fuori dallo stato. La Dottoressa Bloom rivela notizie monumentali al Dottor Reynolds.
- Ascolti USA: telespettatori 2 802 000 – rating/share 18-49 anni 0,2[13].
- Ascolti Italia: telespettatori 1 326 000 – share 8,50%[10].

## Il mondo è un palcoscenico
- Titolo originale: All the World's a Stage...
- Diretto da: Rachel Leiterman
- Scritto da: Brandy E. Palmer

### Trama
Max scopre un reparto redditizio dell'ospedale che ha gravi implicazioni legali. Il Dottor Iggy scopre un bidello con talenti ultraterreni. Il Dottor Reynolds tratta un paziente davvero stimolante e fa progetti per suo padre. La giovane paziente di Wilder le insegna a non saltare a conclusioni affrettate nella diagnosi.
- Ascolti USA: telespettatori 2 348 000 – rating/share 18-49 anni 0,2[14].
- Ascolti Italia: telespettatori 1 324 000 – share 8,70%[15].

## Lo spazio vuoto
- Titolo originale: The Empty Spaces
- Diretto da: Nick Gomez
- Scritto da: Allen L. Sowelle

### Trama
Il Dottor Reynolds diventa creativo per aiutare una futura madre bisognosa. Max rischia con Wilder e scopre una dura verità. La Dottoressa Bloom tratta un giovane fratello e una sorella in gravi difficoltà. Il Dottor Iggy prende una decisione su Martin.
- Ascolti USA: telespettatori 3 179 000 – rating/share 18-49 anni 0,3[16].
- Ascolti Italia: telespettatori 1 324 000 – share 8,70%[15].

## Non farlo per me
- Titolo originale: Don't Do This for Me
- Diretto da: Andy Voegeli
- Scritto da: David Forster e Graham Norris

### Trama
Il Dottor Reynolds si trova intrappolato tra una possibilità di amore e l'opportunità di trascorrere del tempo prezioso con suo padre. Rendendosi conto delle conseguenze delle sue azioni, La Dottoressa Bloom fa un passo avanti inaspettato con sua sorella. Max aiuta uno stagista in terapia intensiva alle prese con la perdita di un paziente. La Dottoressa Wilder riceve un'offerta che la costringe a scegliere tra la sua comunità e la sua carriera.
- Ascolti USA: telespettatori 2 731 000 – rating/share 18-49 anni 0,3[16].
- Ascolti Italia: telespettatori 1 567 000 – share 10,40%[17].

## Caduta libera
- Titolo originale: Falling
- Diretto da: Peter Horton
- Scritto da: Mona Mansour e Laura Valdivia

### Trama
Dopo che il Dottor Max Goodwin ha visto la dottoressa Helen Sharpe in TV tornare a New York, è scosso e insicuro su come affrontare sia questa situazione che la sua relazione con la Dottoressa Wilder. Quest'ultima, insieme alla Dottoressa Bloom e il Dottor Frome, si recano in un'escursione in una foresta rocciosa. Il viaggio inizia divertente, ma si sviluppa in modo drammatico. In ospedale, il Dottor Reynolds organizza il difficile intervento chirurgico al cervello del figlio di un amico della facoltà di medicina. Una squadra di ricerca fatica a trovare una sostanza radioattiva mancante a New Amsterdam e si intromette in tutti i dipartimenti. Alla fine, Max deve prendere una decisione sul futuro delle sue relazioni private.
- Ascolti USA: telespettatori 237 000 – rating/share 18-49 anni 0,2[18].
- Ascolti Italia: telespettatori 1 567 000 – share 10,40%[17].

## Il posto giusto
- Titolo originale: Right Place
- Diretto da: Don Scardino
- Scritto da: Josh Carlebach

### Trama
Max e la Dottoressa Wilder vivono la loro relazione proprio nell'ospedale di New Amsterdam. Il Dottor Frome vuole prendersi cura di una senzatetto. La Dottoressa Bloom sta cercando un nuovo appartamento e vuole visitare un candidato ideale, ma continua a essere distratto dalle emergenze. Il Dottor Reynolds cura un paziente che ha ricevuto un trapianto di polmone illegale. Max è felice di presentare un farmaco efficace contro il cancro, ma la Dottoressa Wilder deve informarlo di un difetto nella procedura del processo, causato dalla Dottoressa Helen Sharpe. Il Dottor Frome cerca di rivitalizzare la sua relazione con Martin.
- Ascolti USA: telespettatori 3 469 000 – rating/share 18-49 anni 0,3[19].
- Ascolti Italia: telespettatori 1 567 000 – share 10,40%[17].

## Come posso aiutare?
- Titolo originale: How Can I Help?
- Diretto da: Michael Slovis
- Scritto da: Aaron Ginsburg e David Schulner

### Trama
Max dice allo staff di New Amsterdam che lascerà l'ospedale e andrà all'OMS a Ginevra, in Svizzera. Una donna fuggita dall'Ucraina devastata dalla guerra con suo figlio viene portata in pronto soccorso con gravi sintomi di malattia e i medici devono scoprirne la causa. Max organizza il suo complicato intervento chirurgico con un enorme team di medici. Il Dottor Frome cerca di mettersi in contatto con il ragazzo, che non parla. Max alla fine consegna la chiave del suo ufficio e il posto di direttore medico alla Dottoressa Wilder. Quindi fa un giro d'addio attraverso l'ospedale con Luna al braccio. Attraverso flashforward periodici, vediamo Luna tornare al New Amsterdam molti anni dopo come nuovo direttore medico dell'ospedale. L'episodio si conclude con lei che ripete le stesse parole pronunciate da suo padre durante il suo primo incontro con l'ospedale: Come posso aiutare?.
- Ascolti USA: telespettatori 2 825 000 – rating/share 18-49 anni 0,3[19].
- Ascolti Italia: telespettatori 1 537 000 – share 9,70%[20].